# Wohn- und Wirtschaftsgebäude Am Schlüterdeich 7
Das Wohn- und Wirtschaftsgebäude Am Schlüterdeich 7 im niedersächsischen Berne-Schlüte in dem Landkreis Wesermarsch, stammt aus dem 18. Jahrhundert.
Aktuell (2023) wird es vermutlich als Wohnhaus genutzt.
Das Gebäude steht unter Denkmalschutz (siehe auch Liste der Baudenkmale in Berne).

## Beschreibung
Das eingeschossige giebelständige Wohn- und Wirtschaftsgebäude als Zweiständer-Hallenhaus in Fachwerk mit Steinausfachungen, mit reetgedecktem Krüppelwalmdach und Niedersachsengiebel sowie Groote Door als neue Türanlage mit Korbbogen stammt von 1796 (Inschrift). Das Fachwerk und das Innengerüst wurden teilweise erneuert.
Das Landesdenkmalamt befand: „… geschichtliche Bedeutung … als beispielhaftes Fachwerkhallenhaus des späten 18. Jhs. ….“